# Sörkút
Sörkút (1899-ig Viborna, szlovákul Výborná, németül Bierbrunn) falu Szlovákiában, az Eperjesi kerület Késmárki járásában.

## Fekvése
Késmárktól 12 km-re északra, a Partizán-hegy déli tövében.

## Nevének eredete
Nevét kitűnő ízű ásványvizéből származtatják (szlovák: vyborny = kitűnő, német: bierbrunn = sörkút, a magyar név a németből való).

## Története
A falut német telepesek alapították a 13. század közepén. Első írásos említése 1289-ből származik „Birburn” alakban. 1290-ben „Bibur”, 1344-ben „Berbarn”, 1455-ben „Byrewbron”, 1463-ban „Viborna” néven említik. Birtokosai a Berzeviczy, Warkotsch, Lasky és Horváth-Stanczits családok voltak. 1770-ben 59 házában 376 lakos élt.
A 18. század végén Vályi András így ír róla: „VIBORNA. Bierbrun. Tót falu Szepes Várm. földes Urai Mudrányi, és több Uraságok, lakosai katolikusok, és másfélék, fekszik Tótfalunak szomszédságában, és ennek filiája; fája tűzre van, földgye meglehetős.”
1828-ban 69 háza és 496 lakosa volt, akik főként mezőgazdasággal foglalkoztak.
Fényes Elek 1851-ben kiadott geográfiai szótárában így ír a faluról: „Viborna, (Bierbrunn), Szepes v. német falu, a Kárpátok alatt: 132 kath., 464 evang. lak. Kath. és evang. szentegyház. Igen jó savanyuviz. Gyolcsszövés. F. u. a Berzeviczy nemzetség. Ut. p. Késmárk.”
A trianoni diktátumig Szepes vármegye Késmárki járásához tartozott.
Német lakosságát 1945 után kitelepítették, helyükre a Magurántúli területről szlovák telepesek érkeztek. Lakói Késmárk és Szepesbéla üzemeiben dolgoztak.

## Népessége
| Év:            | 1994. | 2004.    | 2014.    | 2024.    |
| -------------- | ----- | -------- | -------- | -------- |
| Emberek száma: | 668   | 908      | 1156     | 1443     |
| Eltérés:       |       | +35,92 % | +27,31 % | +24,82 % |

| Év:            | 2023. | 2024.   |
| -------------- | ----- | ------- |
| Emberek száma: | 1404  | 1443    |
| Eltérés:       |       | +2,77 % |

1880-ban 538 lakosából 413 német, 91 szlovák anyanyelvű volt.
1890-ben 467 lakosából 362 német, 85 szlovák anyanyelvű volt.
1900-ban 482 lakosából 359 német, 2 magyar, 101 szlovák és 20 egyéb anyanyelvű volt.
1910-ben 455 lakosából 352 német és 72 szlovák anyanyelvű volt.
1921-ben 436 lakosából 403 német, 4 magyar, 21 csehszlovák és 8 állampolgárság nélküli volt.
1930-ban 427 lakosából 304 német, 77 csehszlovák, 1 zsidó, 34 egyéb nemzetiségű és 11 állampolgárság nélküli volt.
1970-ben 522 lakosából 3 cseh és 519 szlovák volt.
1980-ban 547 lakosa mind szlovák volt.
1991-ben 618 lakosából 1 cseh, 5 cigány, 612 szlovák volt.
2001-ben 823 lakosából 792 szlovák volt.
2011-ben 1070 lakosából 1044 fő szlovák, 21 cigány, 1 lengyel, 4 egyéb nemzetiségű.

## Nevezetességei
- Szent Orsolya temploma a 14. században épült gótikus stílusban, később többször átépítették.
- Evangélikus temploma 1833-ban épült klasszicista stílusban.